# Mixeddubbel i badminton vid olympiska sommarspelen 2000
Turneringen i mixed i badminton vid olympiska sommarspelen 2000 i Sydney.

## Medaljtabell
| Klass | Guld                    | Silver                                   | Brons                                    |
| Mixed | Kina Zhang Jun Gao Ling | Indonesien Tri Kusharyanto Minarti Timur | Storbritannien Simon Archer Joanne Goode |

## Omgång 1
| Första rundan Datum: lördagen 16 september 2000    | Första rundan Datum: lördagen 16 september 2000 | Första rundan Datum: lördagen 16 september 2000    |
| Vinnare                                            | Poäng                                           | Förlorare                                          |
| -------------------------------------------------- | ----------------------------------------------- | -------------------------------------------------- |
| Tri Kusharyanto & Minarti Timur (INA)              | ()                                              | Bye                                                |
| Ha Tae-kwon & Chung Jae-Hee (KOR)                  | (15-9, 15-5)                                    | Vladislav Druzchenko & Viktoriya Yevtushenko (UKR) |
| Jens Eriksen & Mette Schjoldager (DEN)             | ()                                              | Bye                                                |
| Michael Keck & Nicol Pitro (GER)                   | (15-6, 15-13)                                   | Bryan Moody & Milaine Cloutier (CAN)               |
| Liu Yong & Ge Fei (CHN)                            | ()                                              | Bye                                                |
| Chris Bruil & Erica van den Heuvel (NED)           | (15-10, 15-3)                                   | David Bamford & Amanda Hardy (AUS)                 |
| Simon Archer & Joanne Goode (GBR)                  | (15-9, 15-9)                                    | Brent Olynyk & Robbyn Hermitage (CAN)              |
| Jon Holst-Christensen & Ann Jørgensen (DEN)        | (17-15, 15-12)                                  | Lee Dong-soo & Lee Hyo-jung (KOR)                  |
| Chen Qiqiu & Chen Lin (CHN)                        | (15-0, 15-3)                                    | Rio Suryana & Kellie Lucas (AUS)                   |
| Bambang Suprianto & Zelin Resiana (INA)            | (15-10, 15-1)                                   | Chris Hunt & Donna Kellogg (GBR)                   |
| Mike Beres & Kara Solmundson (CAN)                 | (15-2, 15-6)                                    | Stephan Beeharry & Marie Pierre (MRI)              |
| Michael Søgaard & Rikke Olsen (DEN)                | ()                                              | Bye                                                |
| Fredrik Bergström & Jenny Karlsson (SWE)           | (15-13, 10-15, 15-12)                           | Tam Kai Chuen & Koon Wai Chee Louisa (HKG)         |
| Zhang Jun & Gao Ling (CHN)                         | (10-15, 15-7, 15-10)                            | Björn Siegemund & Karen Stechmann (GER)            |
| Khunakorn Sudhisodhi & Saralee Toongthongkam (THA) | (15-4, 15-12)                                   | Peter Blackburn & Rhonda Cator (AUS)               |
| Kim Dong-moon & Ra Kyung-min (KOR)                 | ()                                              | Bye                                                |

## Åttondelsfinaler
| Åttondelsfinaler Datum: söndagen 17 september 2000 | Åttondelsfinaler Datum: söndagen 17 september 2000 | Åttondelsfinaler Datum: söndagen 17 september 2000 |
| Vinnare                                            | Poäng                                              | Förlorare                                          |
| -------------------------------------------------- | -------------------------------------------------- | -------------------------------------------------- |
| Tri Kusharyanto & Minarti Timur (INA)              | (15-13, 15-11)                                     | Ha Tae-Kwon & Chung Jae Hee (KOR)                  |
| Jens Eriksen & Mette Schjoldager (DEN)             | (15-7, 15-6)                                       | Michael Keck & Nicol Pitro (GER)                   |
| Chris Bruil & Erica van den Heuvel (NED)           | (17-15, 15-7)                                      | Liu Yong & Ge Fei (CHN)                            |
| Simon Archer & Joanne Goode (GBR)                  | (15-17, 15-11, 15-7)                               | Jon Holst-Christensen & Ann Jørgensen (DEN)        |
| Bambang Suprianto & Zelin Resiana (INA)            | (15-10, 15-3)                                      | Chen Qiqiu & Chen Lin (CHN)                        |
| Michael Søgaard & Rikke Olsen (DEN)                | (15-8, 15-2)                                       | Mike Beres & Kara Solmundson (CAN)                 |
| Zhang Jun & Gao Ling (CHN)                         | (15-6, 15-7)                                       | Fredrik Bergström & Jenny Karlsson (SWE)           |
| Kim Dong-Moon & Ra Kyung-Min (KOR)                 | (15-7, 15-2)                                       | Khunakorn Sudhisodhi & Saralee Toongthongkam (THA) |

## Kvartsfinaler
| Kvartsfinaler Datum: måndagen 18 september 2000 | Kvartsfinaler Datum: måndagen 18 september 2000 | Kvartsfinaler Datum: måndagen 18 september 2000 |
| Vinnare                                         | Poäng                                           | Förlorare                                       |
| ----------------------------------------------- | ----------------------------------------------- | ----------------------------------------------- |
| Tri Kusharyanto & Minarti Timur (INA)           | (15-3, 15-8)                                    | Jens Eriksen & Mette Schjoldager (DEN)          |
| Simon Archer & Joanne Goode (GBR)               | (15-12, 15-12)                                  | Chris Bruil & Erica van den Heuvel (NED)        |
| Michael Søgaard & Rikke Olsen (DEN)             | (17-14, 10-15, 15-11)                           | Bambang Suprianto & Zelin Resiana (INA)         |
| Zhang Jun & Gao Ling (CHN)                      | (15-11, 15-1)                                   | Kim Dong-Moon & Ra Kyung-Min (KOR)              |

## Semifinaler
| Semifinaler Datum: onsdagen 20 september 2000 | Semifinaler Datum: onsdagen 20 september 2000 | Semifinaler Datum: onsdagen 20 september 2000 |
| Vinnare                                       | Poäng                                         | Förlorare                                     |
| --------------------------------------------- | --------------------------------------------- | --------------------------------------------- |
| Tri Kusharyanto & Minarti Timur (INA)         | (2-15, 17-15, 15-11)                          | Simon Archer & Joanne Goode (GBR)             |
| Zhang Jun & Gao Ling (CHN)                    | (10-15, 15-6, 17-16)                          | Michael Søgaard & Rikke Olsen (DEN)           |

## Bronsmatch
| Bronsmatch Datum: torsdagen 21 september 2000 | Bronsmatch Datum: torsdagen 21 september 2000 | Bronsmatch Datum: torsdagen 21 september 2000 |
| Vinnare                                       | Poäng                                         | Förlorare                                     |
| --------------------------------------------- | --------------------------------------------- | --------------------------------------------- |
| Simon Archer & Joanne Goode (GBR)             | (15-4, 12-15, 17-14)                          | Michael Søgaard & Rikke Olsen (DEN)           |

## Final
| Final Datum: torsdagen 21 september 2000 | Final Datum: torsdagen 21 september 2000 | Final Datum: torsdagen 21 september 2000 |
| Vinnare                                  | Poäng                                    | Förlorare                                |
| ---------------------------------------- | ---------------------------------------- | ---------------------------------------- |
| Zhang Jun & Gao Ling (CHN)               | (1-15, 15-13, 15-11)                     | Tri Kusharyanto & Minarti Timur (INA)    |